# Zytek 07S
La Zytek 07S est une barquette de course construite par Zytek pour prendre la suite de la Zytek 04S. Le châssis a évolué en 2009 et a pris le nom de Ginetta-Zytek GZ09S à la suite du rapprochement entre Ginetta et Zytek qui possèdent un actionnaire commun en la personne de Lawrence Tomlinson.

## Palmarès
- Le Mans Series 2007
  - Victoire dans la catégorie LMP2 aux 1 000 kilomètres de Silverstone avec Barazi-Epsilon
  - Victoire dans la catégorie LMP2 aux Mil Milhas Brasil avec Barazi-Epsilon

- Le Mans Series 2009
  - Champion dans la catégorie LMP2 avec le Quifel ASM Team
  - Victoire dans la catégorie LMP2 aux 1 000 kilomètres de l'Algarve avec le Quifel ASM Team
  - Victoire dans la catégorie LMP2 aux 1 000 kilomètres du Nürburgring avec le Quifel ASM Team

- Le Mans Series 2010
  - Victoire dans la catégorie LMP2 aux 1 000 kilomètres de Spa avec le Quifel ASM Team
  - 2e aux 1 000 kilomètres du Hungaroring avec le Quifel ASM Team
  - Victoire dans la catégorie LMP1 aux 1 000 kilomètres du Hungaroring avec Beechdean Mansell Motorsport

- Le Mans Series 2011
  - Champion dans la catégorie LMP2 avec Greaves Motorsport
  - 3e et victoire dans la catégorie LMP2 aux 6 Heures du Castellet avec Greaves Motorsport
  - Victoire dans la catégorie LMP2 aux 6 Heures d'Imola avec Greaves Motorsport
  - Victoire dans la catégorie LMP2 aux 6 Heures de Silverstone avec Greaves Motorsport

- 24 Heures du Mans
  - Victoire dans la catégorie LMP2 aux 24 Heures du Mans 2011 avec Greaves Motorsport

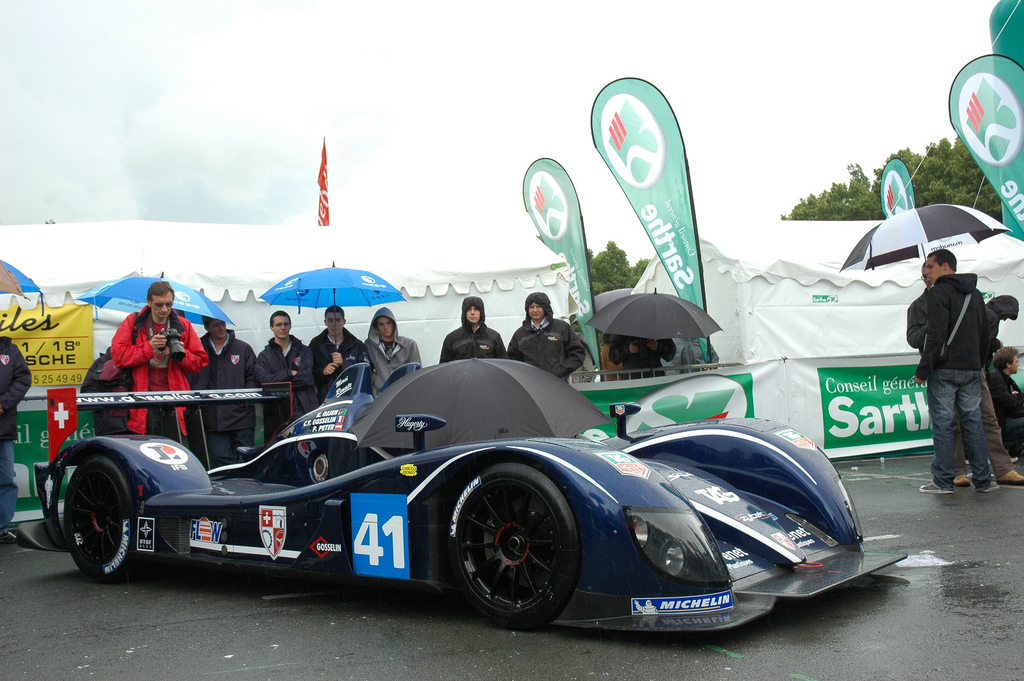
La 07S du GAC Racing Team en 2009
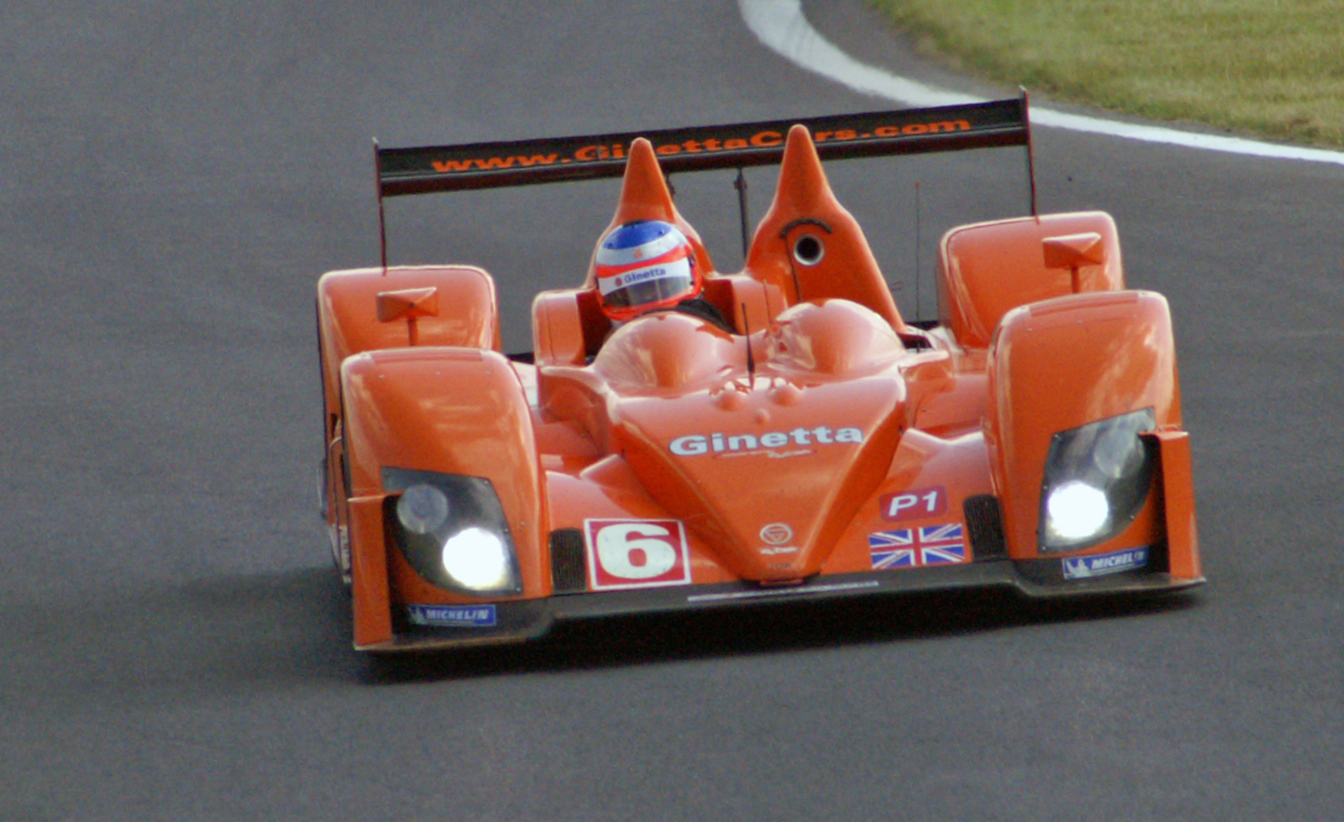
La 09S du Team LNT en 2009